# 皇冠 (威士忌)
皇冠（Crown Royal）是一家加拿大調和式威士忌品牌，由西格集团創設，2000年被帝亞吉歐收購。在美国，Crown Royal是最畅销的加拿大威士忌品牌。

## 历史
西格集团总裁塞缪尔·布朗夫曼于1939年推出了Crown Royal，以纪念乔治六世国王和他的妻子伊丽莎白女王對加拿大的访问。但Crown Royal直到1964年才在加拿大销售，1960年代被引入美国。

## 生产

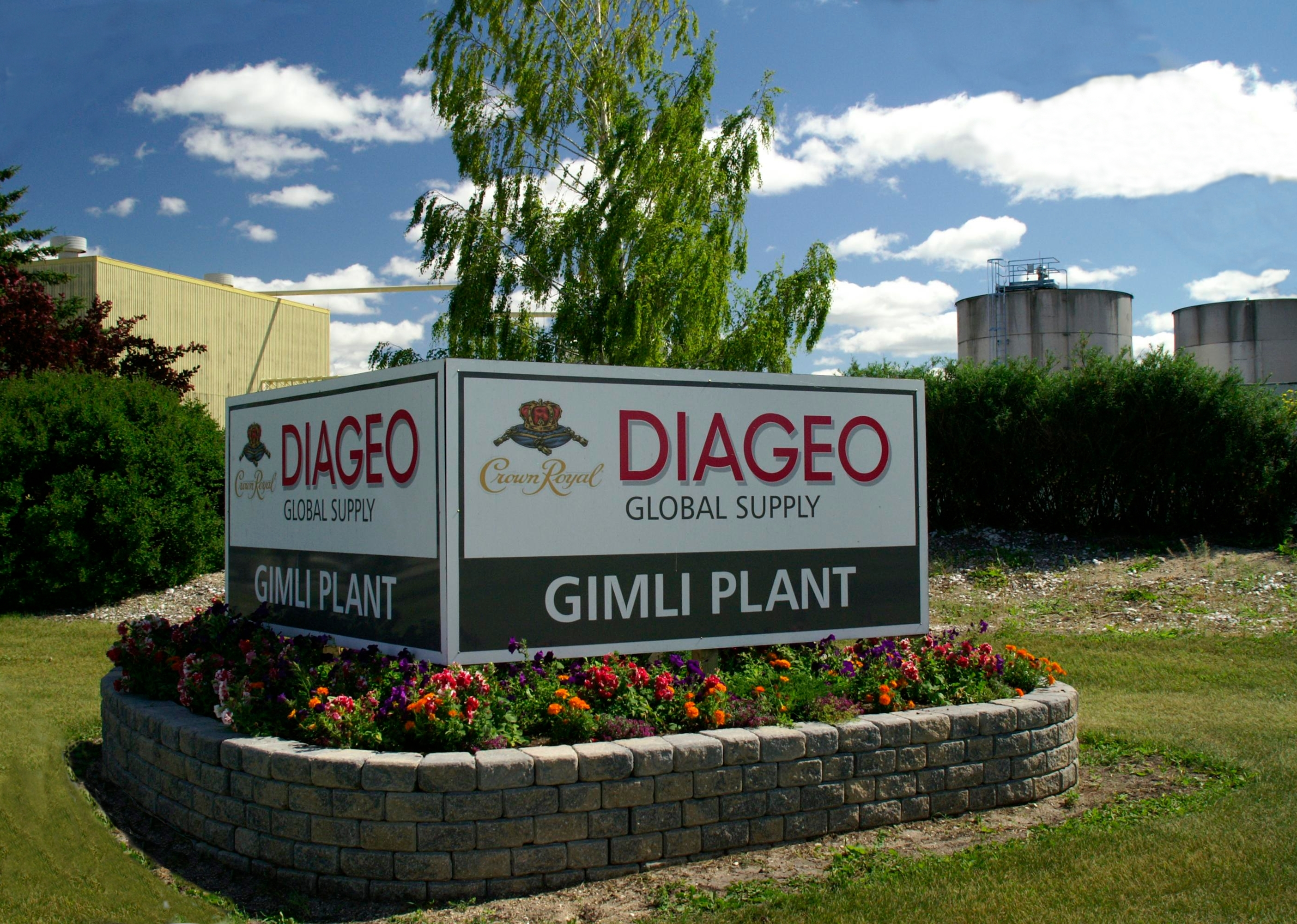
帝亚吉欧的Crown Royal生產工厂，位於加拿大曼尼托巴省

Crown Royal仅在帝亞吉歐位于加拿大曼尼托巴省温尼伯湖岸的吉姆利酒厂生产。Crown Royal的生产每天使用来自曼尼托巴及其周边省份的10,000 蒲式耳的裸麥、玉米和大麦以及需要750,000英制加侖（3,400,000公升；900,000美制加侖）的水。Crown Royal生產出的威士忌存储在150萬個桶中，保存在位于大約5英畝（2公頃）大小的50个仓库裡。 然后這些酒将運往安大略省的阿默斯特堡進行瓶裝。
Crown Royal也曾在安大略省滑铁卢生产，不過1992年那裡的工廠關閉了。

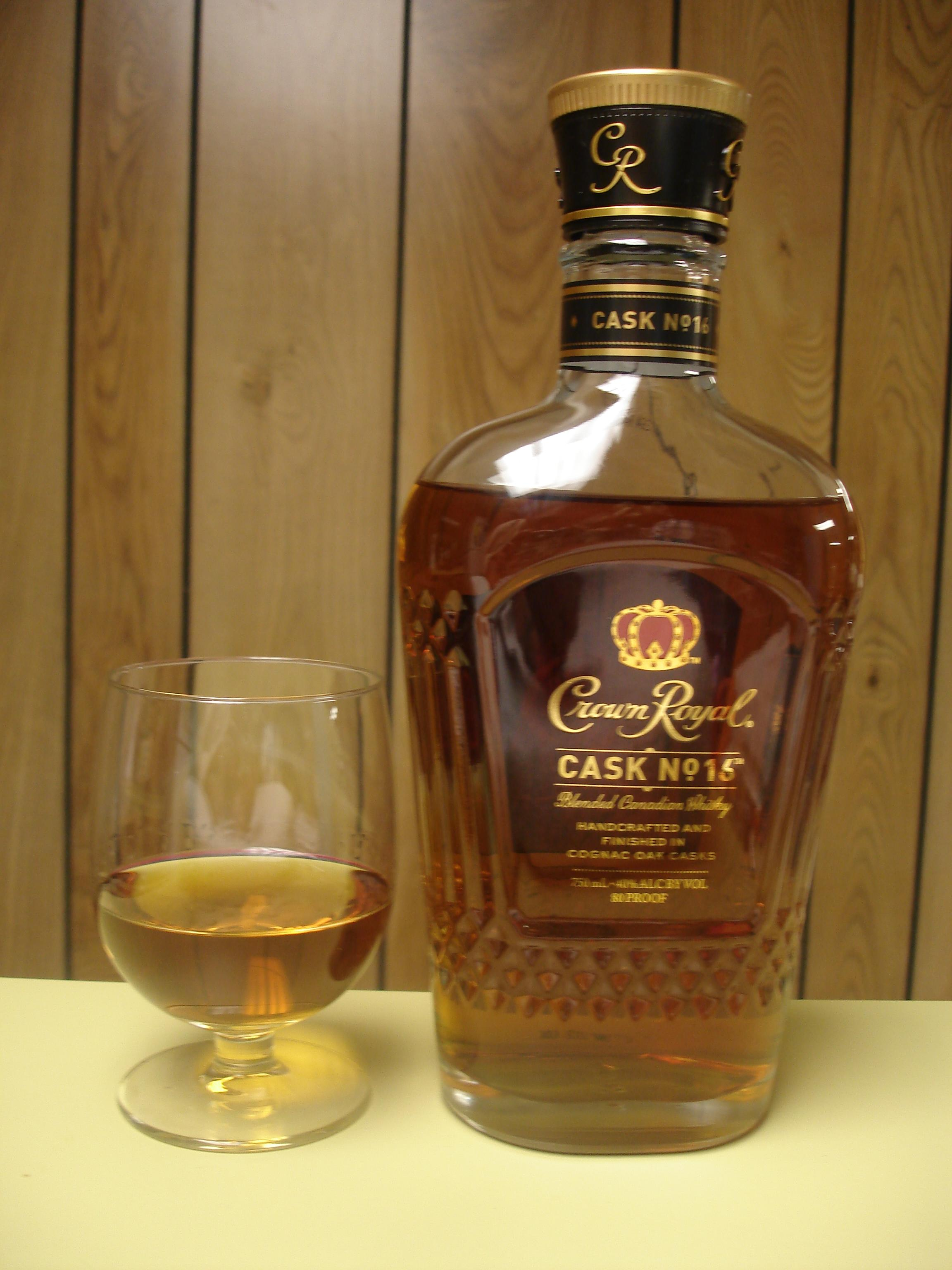
Crown Royal Cask No. 16

## 評價
Crown Royal的产品在国际烈酒評級比赛中总体表现良好。 例如，Crown Royal的the basic Canadian whisky在2005年至2012年的旧金山世界烈酒大赛中获得了五枚金牌。Crown Royal的Special Reserve获得了《威士忌》杂志（Whisky Magazine）的编辑选择金奖，其中三位评论家給出了7¾到8¾的分數。
吉姆·默里（Jim Murray）的《威士忌圣经》（Whisky Bible）将Crown Royal的產品Northern Harvest Rye评为2016年世界年度威士忌。